# Talent
Talent je rozvinutá úroveň schopností. Jde o schopnost zvládat určitou činnost lépe než průměrně disponovaní lidé. Různí lidé mají talent v odlišných oblastech. Lze proto rozlišovat matematický talent, hudební talent, manuální talent – mimořádnou zručnost – např. pro neurochirurgii či pro hodinářství, výtvarný talent např. pro sochařství či malířství, talent organizační, talent pro práci s lidmi – tedy učitelský talent či vůdcovský talent, dále talent pohybový pro balet či mimořádné sportovní výkony např. ve fotbalu či atletice.

## Talentovaný pracovník
V poslední době se všichni shání po talentovaných pracovnících, protože jen ti dokáží firmu posouvat kupředu, zvyšovat přidanou hodnotu a vyhrávat konkurenční boj. Málokdo si však uvědomuje, co to vlastně talent je.
Z hlediska psychologie patří talent do skupiny schopností (jsou míněny zejména tzv. kognitivní – poznávací schopnosti). Schopnosti jako celek vystupují v jednotlivých kognitivních procesech, přičemž determinují kvantitu i kvalitu výsledku těchto procesů. Stručně řečeno, jedná se o dispozice k plnění kognitivních úloh.
Výsledný výkon člověka však není pouze funkcí těchto dispozic. Výkon je ovlivněn řadou dalších proměnných. Zjednodušeně řečeno, z jedné třetiny je kvantita a kvalita výkonu dána úrovní nutných schopností (včetně talentu), z další třetiny vlastnostmi nevýkonnostní povahy, především vlastnostmi charakterovými jako například vytrvalostí, rozhodností, cílevědomostí. Z další třetiny pak může výkon ovlivnit náhoda: například pokud budu z iracionálních důvodů svému vedoucímu nesympatický a ten mi nebude důvěřovat, nebude můj výkon hodnotit spravedlivě. A naopak.
Mezi zmíněné náhody patří vše, co nemohu zcela ovlivnit – rodina, do níž se narodím, genetické dispozice, vliv vychovatelů a učitelů, vliv vrstevníků, vliv společnosti a režimu apod.
Jednotlivé schopnosti mají vrozený a získaný podklad. Rozlišujeme vlohy, nadání, schopnosti a talent. Vlohy a nadání jsou spíše vrozené. Schopnosti a talent jsou současně vrozené i získané (rozvíjené). Rozlišujeme také míru zastoupení určité schopnosti – její šířku i hloubku.
Vlohy jsou všechny zděděné a vrozené dispozice pro výkon v určité oblasti psychické činnosti – například hudební sluch nebo schopnost rozlišovat vůně (percepční vloha). Bez rozvíjení vlohy v dětství může zůstat vloha zakrnělá.
Nadání je komplexnějším souborem, jedná se o mimořádně vyvinuté vlohy nebo souhrn specifických vloh. Příkladem může být hudební nadání – například schopnost komponovat, dirigovat nebo hrát na hudební nástroj. Zde se k hudebnímu sluchu pojí jemná motorika pro hru na hudební nástroj, prostorová představivost a hudební představivost – to znamená schopnost ve své představivosti slyšet hru různých nástrojů již existujících skladeb nebo při komponování ve své fantazii slyšet souhru nástrojů zatím neexistující skladby.
Schopnosti jsou pak vlohy, které jsou rozvinuté výcvikem, vzděláním, zkušeností. Netrénovaná hudební vloha může zůstat nerozvinutá – latentní. Bez každodenního mnohahodinového tréninku hry na hudební nástroj či soustavného dirigování a komponování zůstane nadání nevyužité.
Talent je mimořádně rozvinutá úroveň schopností. Můžeme rozlišovat matematický talent, hudební talent, manuální talent – mimořádnou zručnost – např. pro neurochirurgii či hodinářství, výtvarný talent např. pro sochařství či malířství, talent organizační, talent pro práci s lidmi – tedy učitelský či vůdcovský talent, dále talent pohybový pro balet či mimořádné sportovní výkony např. ve fotbalu či atletice.
Genialita je tak mimořádná míra určitého talentu, že vysoce převyšuje všechny ostatní a vede k vytvoření vynikajících děl či výkonů, které se výrazně zapíší do historie.
Schopnosti v širším slova smyslu jsou vlastně dispozice k jistému typu prožívání a chování. Schopnosti (tedy talent) mohou být obecné a specifické. Obecné se projevují ve více situacích a v řadě intelektuálních dovedností. Specifické schopnosti se váží na konkrétní kognitivní činnosti, někdy se označují jako dovednosti. Specifické schopnosti se projevují ve specifických situacích.

## Talent z hlediska zaměstnavatele
Personalistická terminologie je jiná než psychologická. Nerozlišuje příliš mezi vlohami, nadáním, schopnostmi, talentem či genialitou. O někom říká, že je velmi schopný, průměrný nebo neschopný. Pracovník má nebo nemá na něco velký talent. Pro potřeby hledání místa nebo umisťování zaměstnanců budeme zjednodušeně používat výraz talent. (lit. 3, 4)

## Jaké druhy talentu podniky nejvíce potřebují
Firmy potřebují několik typů talentů:
- Na tvorbu vizí, kam má firma směřovat – vizionář – kreativec a inovátor
- Na tvorbu strategie – praktičtí stratégové – analytici a plánovači, organizační talent
- Na vedení a motivaci lidí, aby chtěli dosahovat podnikových cílů na jakékoli podnikové úrovni – vůdcovský talent
- Na organizaci výroby nebo provozu na všech úrovních řízení od mistra po ředitele – organizační talent
- Na výzkum a vývoj, na zlepšování procesů – inovační talent a kreativní talent (lit.3 – 6)

Některé personální agentury (lit. 3) dokáží měřit a posuzovat jednotlivé druhy talentů. Žádná náročná profese nemůže zahrnovat jen jeden druh talentu, ale jakýsi soubor schopností – talentů. Například vedoucí vývoje musí mít jak inovační (kreativní) talent, tak organizační, aby uměl nápady své a podřízených uvést do výroby, tak i vůdcovský talent, aby uměl podřízené nabudit, rozvíjet a vést. Podle konkrétní firmy bude proporční zastoupení jednotlivých „talentů“ různé. (lit. 5.6)
Ředitel podniku musí mít hlavně organizační talent (cca 50–60 %), aby firma fungovala. Musí mít i vůdcovský talent (asi 30–40 %), aby uměl lidi vést a jednat s nimi (lit 1,2,8,9). Musí mít i trochu inovativního talentu (10–20 %), aby mohl řídit a posuzovat různá zlepšení. Míra inovačního talentu závisí na tom, zda firma, kterou ředitel řídí, je tržním vyzyvatelem v nových technologiích nebo vede klasickou výrobu nebo služby, kde k žádným změnám nedochází. (lit. 3–6)

## Typologie
Příklady kreativního talentu:

### 1. úroveň talentu – génius
Jde o výjimečné mozky, kterých je asi jedna tisícina promile v populaci. Tito géniové obvykle do firem pracovat nechodí. Jsou to obvykle osamocení géniové, kteří obvykle nechtějí nikoho vést a neradi jsou řízeni. Většinou pracují ve výzkumných ústavech. Vesměs milují teoretické bádání v základním výzkumu. Jsou to lidé typu Archiméda, Pythagora, René Descarta, Gottfrieda Leibnize, Isaaca Newtona, Dmitrije Mendělejeva, Henri Poincarého, Charlese Darwina, Alberta Einsteina a Stephena Hawkinga. Tito lidé jsou schopni objevovat nové zákonitosti a přicházet s převratným náhledem na svět. Výjimku mezi nimi tvořil Leonardo da Vinci, jehož tvořivost byla jak geniálně vysoká, tak všestranná a praktická.

### 2. úroveň talentu – mimořádně kreativní talent
Jde o velmi vzácné kreativní talenty, kterých je asi 1–2 % v populaci. Jejich tvořivost je nejen v trvalé pohotovostní poloze, ale navíc na tak vysoké úrovni, že dokáží přicházet s převratnými vynálezy a objevy. Do této skupiny obvykle spadají vynálezci praktických a užitečných věcí, např. Johannes Gutenberg (knihtisk), James Watt (parní stroj), Edmund Cartwright (tkalcovský stroj), Ferdinand Carré (lednička), bratři Wrightovi (letadlo), český vědec Otto Wichterle (kontaktní čočky) aj. Jinou skupinu představují manažeři a vůdcové jako např. Richard Branson, který vlastní cca 300 úspěšných společností a zavádí komerční lety do vesmíru, Bill Gates, Larry Page či Sergej Brin (poslední dva jsou zakladatelé Googlu). Jsou to vůdcové, kteří neustále vytvářejí strategie modrého oceánu. Na této úrovni kreativity skvělí manažeři obvykle končí, protože potřebují nové nápady rychle aplikovat. Pouhá teorie, kterou nelze brzo realizovat, je neláká. Jak říká Richard Branson: „Podnikatel vymýšlí a realizuje svoje vize a neměl by řídit svoji firmu. Měl by si najmout dobrého výkonného ředitele, který to umí.“

### 3. úroveň talentu – velmi kreativní talent
Jde o pracovníky s vlastnostmi následujícího talentu (č. 4), avšak o cca o 25–30 % výraznější. Jde-li o specialisty – vývojáře či konstruktéry, jsou nesmírně produktivní v obchodovatelných nápadech a firma má díky nim zakázky s vysokou přidanou hodnotou. Jsou to lidé, na nichž stojí a padají podnikové či oborové inovace a tím i konkurenceschopnost podniku. Příkladem jsou vývojáři z Ralska, kteří vyvinuli excelentní membránu pro palivové články. Pokud jsou to manažeři, obvykle si počínají jako výrazně charismatičtí vůdcové, kteří umí tvořit vize a získat lidi pro jejich naplňování. Jsou to tvůrci strategií „modrého oceánu“, kde není konkurence. Příkladem jsou vůdcové a vizionáři Henry Ford – zakladatel Ford Company, Kirk Cristiansen – zakladatel Lega aj., kteří si vymysleli úplně nový produkt a zároveň ho dokázali realizovat. Tito talentovaní lidé mají tak nesmírnou potřebu tvořit, že často opouštějí prostředí, kde ji nemohou naplnit. Když takové prostředí nenajdou, obvykle pracují sami na sebe jako OSVČ nebo jsou podnikatelé, kteří si plní svůj sen. V populaci jich bývá cca 2–3 %.

### 4. úroveň talentu – mimořádně výrazný talent
V populaci jich bývá cca 3–4 %. Jsou to kreativci, kteří mají vnitřní potřebu stále něco zlepšovat. Jejich tvořivost je na vysoké úrovni a je plynulá. Velmi výrazné zlepšovací návrhy jsou schopni dělat na požádání, občas dokáží i ze známých skutečností vyvodit úplně nové závěry. Jako specialisté jsou velmi často ve vývojových pracovištích, bývají designéři, marketinkoví odborníci, výtvarníci a kreativci v reklamních agenturách. Pokud jsou manažery, obvykle vedou zmíněná oddělení. Ve funkcích odborných ředitelů výroby, řízení kvality, financí apod. se necítí dobře, protože procesy, které vedou, jsou příliš předvídatelné a málo tvořivé. Spíše je najdeme v HR funkcích a marketinku či PR. Tito talentovaní lidé se naopak cítí dobře ve funkci generálního ředitele, který může tvořit smělé vize a udávat tón v oboru. Takto talentovaní jednotlivci mají tak vysokou potřebu hledat nové cesty a tvořit, že opouštějí prostředí, kde svou tvořivost nemohou plně rozvinout. Příkladem může být pan Grund – kogenerace, Radim Jančura – Student agency, Jiří Michal – generální ředitel Zentivy, Jack Welch – General Electric. Jako příklad této úrovně talentu je možné uvést T. A. Edisona, který došel k objevu žárovky tisícem pokusů a omylů než tím, že by předem uhodl, jaké vlastnosti má vlákno mít.

### 5. úroveň talentu – všestranný nebo výrazný talent
V populaci jich bývá jen 4–5 %. Jde o pracovníky, kteří se snadno naučí téměř vše. Jsou schopni brilantního myšlení, umí propojovat mnoho souvislostí do šíře, hloubky i v čase. Jejich schopnost propojovat je podobná jako u velmi dobrých šachistů, kteří odhadují mnoho tahů dopředu. Mají výrazný talent ve více oblastech najednou. Bez problémů mohou s úspěchem pracovat v různých pozicích od vedoucího technologie až po ředitele výroby či finančního ředitele (mají-li odpovídající vzdělání). Mívají mnoho dobrých a obchodovatelných nápadů, často je umějí dotahovat do konce. Bývají velmi zdatnými konstruktéry, vývojáři, vedoucími technického rozvoje. Ve funkci manažerů umějí z hlediska strategického řízení vymýšlet skvělé vize v rámci zavedeného oboru (tzv. rudého oceánu), avšak obvykle nejsou schopni vymyslet komplexní strategii modrého oceánu, spíše jen některé jeho prvky. Občas mívají vynikající kreativní nápady. Jsou schopni ze známých skutečností vyvozovat nové závěry. Nejde však o kreativitu v trvalé pohotovostní poloze. Také tito talentovaní lidé jsou přirozeně zvídaví a hraví a motivují sami sebe a vynikají vysokou úrovní sebeřízení. Avšak chybí-li v podniku proinovativní firemní kultura, jejich talent se nemůže projevit a odcházejí jinam. Často se stávají podnikateli, kteří jsou schopni realizovat své sny jen díky vlastnímu podnikání. Příkladem mohou být ředitelé, kteří v privatizaci získali svůj podnik a rozvíjejí jej.

### 6. úroveň talentu – velmi výrazný nadprůměr
V populaci jich bývá cca 8–9 %. Na této úrovni talentu má člověk schopnosti předchozí pozice (č. 7), avšak mívá další rozvinuté schopnosti navíc nebo má stávající schopnosti na ještě vyšší úrovni než předchozí míra talentu. Například jde-li o zlepšovatele, umí domýšlet a vytvářet souvislosti s ostatními obory. Například jestliže zlepšuje velkou část strojního zařízení, umí vylepšit i souvisící technologie např. elektronické, hydraulické, optické apod. Na této úrovni talentu některý zlepšovatel umí změny i nakreslit jako výkres a ještě je přitažlivě prezentovat a vysvětlit. Je nositelem inovací, neustále něco zlepšuje. Má obvykle spolupodnikatelský vztah k firmě. Neumí však přijít s principiálně převratným řešením, které nebylo ještě nikdy použito. Například místo LED technologie vymyslet OLED technologii. Ale umí maximálně využít stávající technologie. Pokud jde o manažera, bývá excelentní ve vedení svého útvaru a v rámci oboru posouvá svůj útvar kupředu. Neumí však vymýšlet odvážné strategické vize a zachycovat slabé signály budoucích trendů v různých oborech. Na této úrovni talentu se už lidé vyhýbají práci v úřadech, protože tam nemohou plně využít svůj potenciál. Tito lidé jsou přirozeně zvídaví a motivují sami sebe. Avšak chybí-li v podniku proinovativní firemní kultura, jejich talent postupně pohasíná.

### 7. úroveň talentu – výrazný nadprůměr
V populaci jich bývá 10–15 %. Platí vše, co bylo řečeno u pozice č. 8, avšak inovační schopnosti jsou cca o 20 % vyšší. To znamená, že mají některou schopnost na excelentní úrovni nebo velmi vyrovnaný a nadprůměrný soubor schopností. Lze říci, že jde buď o skvělého zlepšovatele, výborného specialistu nebo velmi schopného organizátora. Tento skvělý zlepšovatel však nevymýšlí věci podstatou zásadní či převratné, drží se obvykle daného rámce – úrovně technologie, s níž pracuje. To znamená, že je schopen zlepšit část výrobního procesu a tím uspoří mnoho peněz či času a námahy. Jde-li o organizátora, je schopen zorganizovat jakoukoliv práci a dobře rozhodovat v rámci daného oboru. Není však schopen v představivosti přecházet z oboru do oboru či je propojovat. Na manažerské úrovni může jít o skvělého vrchního mistra, vedoucího provozu, vedoucího odboru nebo vedoucího projektu. Na této úrovni talentu už pracovník výrazně motivuje sám sebe, avšak potřebuje výrazně stimulující proinovativní firemní kulturu. Manažeři této úrovně jsou vyhledáváni jako skvělí organizátoři. U této úrovně talentu se už lidé vyhýbají práci v úřadech, protože tam nemohou plně využít svůj potenciál. Vyhýbají se zaměstnání ve velmi konkurenčním prostředí, protože mají rádi předvídatelný a bezpečný svět.

### 8. úroveň talentu – nadprůměr
Tito lidé asi o 20 % převyšují předchozí úroveň. V podnicích jsou to zlepšovatelé, kteří často podávají zlepšovací návrhy (např. každý měsíc). Umějí se dívat okolo sebe a všímat si nedostatků a přemýšlejí, jak by něco šlo udělat lépe. Na jedné straně jsou to tzv. techničtí „hračičkové“ (vývojáři, konstruktéři, technologové, přípraváři), kteří jsou nadprůměrní například v představivosti v oblasti konstrukce, fyziky a mechaniky, na druhé straně jako manažeři mohou být velmi dobří organizátoři práce, která je proměnlivá, složitá na koordinaci a na hledání optimálního řešení. Tedy buď mají nadprůměrnou schopnost zlepšování nebo organizační schopnosti, které vyniknou u pozice mistra, manažera, vedoucího běžného projektu apod. Na této úrovni talentu už pracovník – specialista – motivuje také sám sebe, protože touží po uznání a seberealizaci, avšak potřebuje výrazně stimulující proinovativní firemní kulturu. Manažer se snaží překonávat běžný průměr v podniku a přicházet se zlepšeními procesů vlastního útvaru či útvarů souvisících. Také na této úrovni talentu je možné nalézt pracovníky úřadů státní a veřejné správy. V populaci je tato úroveň talentu zastoupena asi 20 %.

### 9. úroveň talentu – lehký nadprůměr
Průměrný člověk, který vymýšlí o něco lepší nápady než ti úplně průměrní. Trochu vyčnívají nad ostatní tím, že v jedné oblasti mají více nápadů než průměr. To znamená, že si ví lépe rady s méně přesným zadáním úkolu, mají o něco lepší kombinační schopnosti než ti průměrní. K nápadům potřebují výrazně motivovat od nadřízeného. Na této úrovni talentu najdeme také výborné pracovníky v úřadech státní a veřejné správy. Neradi se nechávají zaměstnat ve velmi konkurenčním prostředí soukromých firem, protože mají rádi bezpečný a předvídatelný svět. Pracovníci – z hlediska talentu lehce nadprůměrní, se hodí na samostatné plnění běžných rutinních úkolů, které občas vylepšují. Pokud jsou specialisté, vývojáři či konstruktéři, provádějí spolehlivě běžnou činnost nutnou k chodu útvaru, například měření a výpočty, kreslení výkresu apod.
Na manažerské úrovni se snaží plnit očekávaný standard řízení, snaží se mít vše bez chyby a konfliktů. Hledají nezbytnou míru kooperace s ostatními. Povzbuzují podřízené ke zlepšovacím návrhům. V populaci je tato úroveň talentu zastoupena asi 30–32 %.

### 10. úroveň talentu – průměr
Patří sem průměrný člověk, který vymýšlí běžné a jednoduché záležitosti vyplývající ze všeobecné zkušenosti. Bývá zastoupen ve všech profesích a oborech. Využívá se u něj jen znalost a dovednost. Zajímavý bývá tím, že je obvykle samostatný a nemusí se „vodit za ručičku“. Potřebuje ze strany nadřízeného výrazné povzbuzování k nápadům, pochvalu a odměnu. Průměrně talentovaných lidí je většina. Je průměrným specialistou – nevybočuje. Je průměrným manažerem jakékoliv úrovně.

## Inovační talent

### Srovnání jednotlivých úrovní inovačního talentu
Představme si, že pracovník dostane za úkol řezat houževnatý materiál, při čemž se ostří velmi rychle otupí a musí se brousit. Norma se postupně zvyšuje. Jak si s tím jednotlivé úrovně talentu poradí?
| Příklady míry inovačního talentu       | |
| ÚROVEŇ TALENTU sestupně                | ÚROVEŇ NÁPADU                                                                                              |
| 10. úroveň – průměr                    | Nabrousí nůž ocilkou bez přemýšlení                                                                        |
| 9. úroveň – lehký nadprůměr            | Přemýšlí, jak vést tahy ocilky, aby se broušení zkrátilo                                                   |
| 8. úroveň – nadprůměr                  | Vymyslí místo ocílky protahovací brousící kolečka                                                          |
| 7. úroveň – výrazný nadprůměr          | Vymyslí postup, jak brousit několik nožů najednou                                                          |
| 6. úroveň – velmi výrazný nadprůměr    | Vymyslí kvalitnější brusné kotoučky                                                                        |
| 5. úroveň – výrazný talent             | Vymyslí lepší technologii zpracování ostří nožů, aby se dlouho nemuselo brousit                            |
| 4. úroveň – velmi výrazný talent       | Vymyslí kvalitnější slitinu na nože, kterou nebude třeba brousit                                           |
| 3. úroveň – velmi kreativní talent     | Vymyslí řezání tlakem vodního proudu či laserem                                                            |
| 2. úroveň – mimořádně kreativní talent | Vymyslí nanotechnologický postup, při němž nebude řezání vůbec zapotřebí, protože lze vše vyrobit na míru. |
| 1. úroveň – génius                     | Vymyslí nový princip věcí, takže se daná věc už nebude muset vyrábět.                                      |

### Jiné porovnání inovačních talentů
| Inovační talenti | |
| 1. Všestranní géniové | |
| Objevitelé a vynálezci, kteří svými vizemi předběhli dobu a byli (jsou) velmi všestranní, jejich přístup k vědě je více na filozofické úrovni, velmi široký záběr, mají vysokou schopnost propojovat obory a systémy. Mají mimořádně vyvinutou tvořivost na úrovni objevování nepoznaného. | - Euklidés, - Pythagoras, - Archimédes - Leonardo da Vinci– všestranný génius - René Descartes – filozof - J. A. Komenský – pedagog. myslitel - Giordano Bruno, - A. M. Ampére, - H. Poincaré, - Albert Einstein, - Charles Darwin – objevitel evoluce - I. Prigogin – objevitel teorie chaosu - E. de Bono – génius kreativity, reformátor myšlení a jazyka pro třetí tisíciletí |
| 2. Géniové – specialisté: teorie, zákonitosti | |
| Génius, který objevuje nové zákonitosti, formuluje nové definice, teorémy v oblasti fyziky, astronomie, chemie apod. Jeho práce často slouží jako teoretická báze pro další objevy a vynálezy. Mají mimořádně vyvinutou tvořivost na úrovni objevování nepoznaného. Jsou více zaměřeni na obor, nemají tak široký záběr. | - M. Koperník, - J. Kepler, - L. Pasteur - I. P. Pavlov, - G. S. Ohm, - Gottfried Leibniz, - M. Faraday, - Isaac Newton, - Dmitrij Mendělejev, - J. E. Purkyně, - C. Linné, - P. Curie, - Stephen Hawking |
| 3. Význační vynálezci | |
| Vynálezci, jejichž vynálezy významně ovlivnily lidstvo. Jde o zásadní vynálezy, o nichž však tvůrci při vzniku netušili, jak zásadní se stanou. To znamená, že v této kategorii jsou uvedeni vynálezci podle významu objevů. Mají mimořádně vyvinutou tvořivost na úrovni objevování nepoznaného. Jsou zaměřeni na svůj obor, většinou se nevěnují jiným oborům. Jsou soustředění, vytrvalí, systematičtí, připraveni i na náhodu. Dokáží se problému věnovat několik let. Jsou mimořádně zapálení pro vynalézání. | - J. Gutenberg – knihtisk - L. Bleriot - letectví - A. Fleming – penicilín - bratři Wrightové - letectví - C. E. Ciolkovskij - rakety - R. K. Diesel - spalovací motor - J. B. Dunlop - pneumatiky - T. A. Edison - žárovka, kamera - B. Thimonnier – šicí stroj - W. A. Burt – psací stroj - F. Carré – lednička - J. M. Spangler – elektrický vysavač - G. Marconi – princip rozhlasu - V. Poulsen – magnetofon - V. K. Zworkin – princip televize - Vannevar Bush – první počítač - Tim B. Lee – internet - Německá pošta – mobilní telefon |
| 4. Další význační vynálezci | |
| Rozdíl mezi touto a předchozí kategorií je malý. Rozdíl spočívá spíše v rozšířenosti vynálezů nebo jejich významu. Míru invence a tvořivosti je obtížné srovnávat. | - J. Božek – model parního stroje - A. G. Eifel – projektant věže v Paříži - J. Heyrovský – polarografie - A. Nobel – dynamit - I. V. Mičurin – pěstitelství - Ch. Goodyear – vulkanizace kaučuku - L. Očenášek – 40 patentů - G. Eastman – fotoaparát Kodak - E. Benedidictus – nerozbitné sklo - N. Tesla – elektromotor - střídavý pr. - F. Křižík – elektromotor - Nakama – 2 700 patentů |
| 5. Významní vývojáři a inovátoři | |
| Jde o významné inovátory, kteří mají za sebou řadu zásadních inovací. Obvykle jsou hýčkáni a nepostradatelní, protože často určují tón v oboru. Mají výraznou tvořivost, často však s ní neumí pracovat, spoléhají se častěji na rozumové procesy. Střídají se u nich nápady na postupné i skokové inovace. Umí pracovat v týmu. Jsou vytrvalí a umí dotahovat věci do konce. | - K. G. Gillete - žiletky - J. Hill – nylonové punčochy - M. Ibuka – walkman - A. Senefelder – litografie - J. Dewar – termoska - J. Shick – elektrický holicí strojek - J. Bramah – splachovací záchod |
| 6. Vývojáři a inovátoři | |
| Specialisté – vývojáři, kteří přicházejí s významnými inovacemi, jež posunují obor významně kupředu | - Le Roy-Tribou – francouzský klíč - Vynález zmrzliny - Otvírač víčka krému na boty - Otvírač lahví na víno |
| 7. Inovátoři | |
| Jsou to inovátoři, kteří umí pozorovat produkty a služby, naslouchat zákazníkům a vymýšlet zlepšování. Tyto inovace jsou postupné – kontinuální. Jejich tvořivost je netrénovaná, jednoduchá, zaměřená jen na řešení jednoduchých problémů. | Příklady zná každá firma, která má snaživé konstruktéry, technology či přípraváře výroby a zlepšovatele. |
| 8. Zlepšovatelé | |
| Jsou to běžní pracovníci firmy, kteří rádi zlepšují vše v pracovním procesu. | Běžné zlepšovací návrhy. |
| 9. Průměrný pracovník | |
| Jsou to lidé, kteří si dokáží zlepšit práci jednoduchým způsobem. | Například nabrousit nástroj, použít páku, použít nejrůznější pracovní pomůcky, které mohou sloužit k něčemu jinému. |

## Organizační talent

### Příklady organizačního talentu z historie a současnosti
| Organizační talent | | |
|                    | Popis činností | Příklady |
| 1.                 | Řízení obrovské stavby, která nemá obdoby Řízení akce, která nemá obdoby, je něčím nová, není možné se opřít o zkušenosti. Vedení války a správa dobytých území. Vedení výzkumných expedicí. Dobývání severního a jižního pólu objeviteli a mořeplavci. Zavedení sociálního systému – Bismarck | - Stavba Cheopsovy pyramidy 35 tisíc lidí – 23 let, nejobtížnější logistika správa říše Římské 16 miliónů km² - vojevůdce Napoleon Bonaparte - Stavba kanalizačního systému v Londýně, délka – 2 100 km, 1855-58 - První metro na světě – Londýn 1863 - Panamský průplav – řízení 24 až 80 tisíc lidí – John Stevens, major Georg W. Goethals - Brooklynský most – Roeblingovi - NASA – let na měsíc - Některé olympijské hry (Atlanta) - dobyvatelé - Alexander Veliký, Římané, Čingischán, - objevování neznámých končin Cook |
| 2.                 | Organizace velmi rozsáhlých záchranných prací Likvidace rozsáhlé epidemie nakažlivých nemocí. | Po katastrofálním zemětřesení Arménie, Čína, po katastrofálních záplavách – hurikán Katrina – New Orleans Záchranné složky po teroristickém útoku na „dvojčata“ 11. září 2001 |
| 3.                 | Organizace práce tisíců lidí – generální ředitel skrze odborné ředitele | - GE - Jack Welch, - IKEA - I. Kamrad, - Wirgin - R. Branson - CNN – T. Turner - Apple – S. Jobs a S Wozniak - Beneton – rodina Benetonů - Google – Sergey Brin a Larry Page - R. Branson – Virgin Group - Raychem – P. Cook - Hitachi – Taeko Miura - Microsoft – Bill Gates |
| 4.                 | Přímá organizace práce stovek lidí v projektech | - Organizace s velmi plochou strukturou – velký projekt - Řízení velké kliniky, - Řízení vědeckého ústavu - univerzity - Organizace koncertu Love Parade - Organizace koncertů Colors of Ostrava - Vojenská přehlídka v Praze: vojáci, policie, hasiči, městská policie - Organizace simulace velké historické bitvy – u Slavkova apod. - Organizace sčítání lidu a voleb |
| 5.                 | Organizace práce desítek lidí s proměnlivou náplní a strukturou | Řízení velkého projektu v podniku, - výzkumný projekt, - řízení týmu lékařů - produkční filmu či produkční v televizi - řízení horolezeckého výstupu v Himálaji či výprava v Antarktidě |
| 6.                 | Organizace práce pro několik oddělení – odborů | Řízení velkého oddělení, řízení 5 – 10 lidí, řízení většího projektu |
| 7.                 | Organizace práce pro několik lidí | - Řízení oddělení, řízení malého projektu – dva až pět lidí. - řízení zájmového kroužku - klubu |
| 8.                 | Organizace složité práce jen pro sebe | Velmi rozsáhlé úkoly jednotlivce: - zpracování nové koncepce, - náročný lékařský zákrok, - policejní vyšetřovatel, - vývojový pracovník - marketingový specialista |
| 9.                 | Organizace složitější práce jen pro sebe | Velmi různorodé úkoly, málo strukturované: personální specialista technolog, |
| 10.                | organizování jednoduché práce jen pro sebe | několik denních úkolů si člověk zorganizuje tak, aby práce byla efektivní – referent |

V jednotlivých úrovních řízení sebe sama i druhých se prolínají různé prvky práce. Některé prvky práce jsou stálé – jsou to opakující se činnosti, které člověk už dobře zvládá. Organizovat stále dokola opakující se činnosti není tak složité, člověk brzo přijde na to, jak to dělat nejlépe. Organizační talent se nejvíce pozná na organizování nevyzkoušených, nečekaných a málo strukturovaných úkolech jako je výzkum a vývoj, organizace akce nebo stavby, s níž nejsou žádné zkušenosti, akce pod velkým stresem, například rozsáhlé akce záchranářů.

## Vůdcovský talent (leadership)
Uvádění konkrétních jmen v jednotlivých kategoriích je ilustrativní. Neznamená to, že ti, kdo tam nejsou uvedeni, tam nepatří.
| 1. Charismatičtí duchovní vůdcové | | |
| CHARAKTERISTIKA | VYUŽITÍ | PŘÍKLADY |
| - Mají vynikající charisma. - mají silné vize, které překonají staletí a bývají nepochopeni - mají silnou víru v sebe sama - vyvolávají nadšení davů. - mají obrovskou věrohodnost. - rozvíjí následovníky - umí jednat s oponenty. - využívají management dojmu. - určují směr vývoje, - dokáží nadchnout - lidé za nimi jdou, milují je - jsou inspirativní - dokáží měnit lidi – lidé se sami chtějí měnit. | myslitelé, kteří poznamenají lidstvo na mnoho staletí někteří politikové duchovní vůdci, učitelé. | - Julius Caesar - Ježíš - Buddha, - Lao-c - J. A. Komenský - Mahátma Gándhí - Dalajlama |
| 2. Charismatičtí vůdcové – po většině stránek | | |
| - mají velmi silné charisma, které z nich vyzařuje - určují směr vývoje, mají silné vize - dokáží osobně nadchnout - vzhlížejí k nim s úctou a láskou - mají obrovskou důvěru v sebe sama - mají obrovskou důvěru lidí - jsou inspirativní - umějí prohrávat a znovu začínat - lidé za nimi jdou, milují je, - chovají k nim úctu a bázeň - jsou velmi inspirativní - dávají práci vyšší smysl - působí na lidi, aby své osobní zájmy převedli na zájmy organizace - používají intelektuální stimulaci, - vedou lidi k neustálému růstu a zdokonalování, k uspokojování vyšších potřeb - umí využívat city pro cíle organiz. - uměli se poučit z chyb, odstranit je - používají transformační vedení: „udělám z Tebe lepšího člověka, máš obrovský potenciál, pomohu Ti jej rozvinout, nesmírně vyrosteš, budeš se po všech stránkách seberealizovat“. - Zavádí nové hodnoty a přetváří organizační kulturu. - Zanechává po sobě nesmazatelnou stopu. - umí se poučit z chyb a odstranit je. | - Hlad po nich vzrůstá v dobách krizí a válek -Vynikající státníci - Lídři stran - Majitelé firem - Ředitelé firem - Vedoucí provozů - Firemní vizionáři - Vedoucí výzkumu a vývoje - Vedoucí výprav -Umí získat lidi pro změny - Umí získat lidi pro úspory - Umí získat lidi pro nápady - Umí nadchnout - Jejich týmy dokáží vše, nic není překážkou | - Alexander Veliký - Napoleon - George S. Patton - Winston Churchill - Charles de Gaulle - Alois Rašín - T. G. Masaryk - Peter Drucker |
| 3. Výrazný vůdce – špičkový manažer | | |
| - určuje směr org., má silné vize - má velmi silnou potřebu řídit a vést lidi - má velké charisma, které z něj vyzařuje - vždy dokáže zaměstnance pro vize osobně nadchnout a nadšení vždy posilovat a udržovat - lidé za nimi jdou, milují je, chovají k nim úctu a bázeň - jsou inspirativní, osobně koučují své podřízené - dávají práci vyšší smysl - působí na lidi, aby své osobní zájmy převedli na zájmy firmy - používají intelektuální stimulaci, vedou lidi k neustálému růstu a zdokonalování, k uspokojování vyšších potřeb - umí využívat city lidí pro cíle firmy - umí se poučit z chyb a nedělat je - Používají přirozenou autoritu, málo používají poziční moc - Jejich styl vedení je transformační: „udělám z Tebe lepšího člověka, máš obrovský potenciál, pomohu Ti jej rozvinout, nesmírně vyrosteš, budeš se po všech stránkách seberealizovat“. Takový pracovník přináší až o 1000 % více přidané hodnoty než ten, který dělá jen za mzdu. - Zavádí nové hodnoty a přetváří firemní kulturu. - Umí získat lidi pro změny - Umí získat lidi pro úspory - Umí získat lidi pro nápady - Umí lidi nadchnout - Jejich týmy dokáží vše, nic není překážkou - Zanechává po sobě trvalou stopu. | - vlastník či ředitel inovativní firmy - Vedoucí provozů - Firemní vizionáři - Vedoucí výzkumu - Vedoucí nesmírně náročných projektů - Vedoucí náročných staveb - Vedoucí vývoje - Vedoucí výprav - Pro firmy, které potřebují povstat z krize - Pro firmy, které chtějí budovat „Modrý oceán“ - Pro firmy, které potřebují zvýšit konkurenceschopnost - Pro organizace, které se potřebují rozšířit po celém světě - Pro vybudování monopolu. - Pro získání vítězství | - Tomáš Baťa (Baťa Zlín) - Margaret Thatcherová (premiérka) - Bill Gates (Microsoft) - Richard Branson (Virgin Group) - Steve Jobs (Apple) - Sergey Brin, Larry Page (Google) - H. Wagner (Tenekron) - G. Forward (Chapparal steel) - L. Kolind (Oticon) - S. Borestein (Real Estate Karlin Group) - M. Whitmanová (eBay) - Michael Bloomberg (Bloomberg, LP, starosta NY) - Jorma Ollila (Nokia) - H. Deichmann (Deichmann) - Mahner (Vodafone) - Stanislav Bernard (Bernard) - Jiří Vorlíček (řed. nemocnice, předseda čs. onkologie - J. Samaras (Kofola) - Jack Stack (bývalý CEO ČS) |
| 4. Vůdce – výborný manažer | | |
| - v čele stojí velmi silná osobnost udávající tón - určuje směr, mívá jasnou vizi, kam chce dojít - často dokáže lidi osobně pro vizi nadchnout - má velmi vysokou sebedůvěru - lidé za nimi jdou, rádi se o ně opřou a vzhlíží k nim - někdy jsou pro zaměstnance inspirativní - dělali chyby, ale uměli se poučit a odstranit je - způsob řízení je někdy transakční: „pronajímám si od Tebe hlavu a ruce za třicet tisíc měsíčně“ a někdy transformační: „Zajistím Ti seberealizaci, spolu hodně dokážeme, my to dokážeme...“ - vedou hlavně osobním příkladem | | - Jiří Grund (Grund) - J. V. Knudstorp (Lego) - J. Andel, R.DeVos (Amway) - Martin Roman (ČEZ) - M. Drdla (B.I.B.S.) - Pavel Kafka (Siemens) - P. Žerníček (BC Morava) - Zdeněk Bakala (Patria Finance) - G. Eichler (Benson Oak) - Z. Burda (Skanska) |
| 5. Špičkový manažer – vůdce | | |
| - V čele týmu stojí velmi silná osobnost udávající tón - určuje směr, mívá jasnou vizi, kam chce dojít, co chce dokázat - má velmi vysokou sebedůvěru - někdy dokáže lidi pro vizi nadchnout - lidé za ní jdou, rádi se o ni opřou - někdy jsou pro zaměstnance inspirativní - způsob řízení je spíše transakční: „pronajímám si od Tebe hlavu a ruce za třicet tisíc měsíčně“ - vedou hlavně osobním příkladem a snaží se podřízené koučovat. Posílají je na kvalitní vzdělávání - vůdcovství je trochu zastíněno převládajícím manažerstvím - dělali chyby, uměli se poučit. | | - Jack Welch (GE) - A. Mulcahyová (Xerox) - [[P. Kellner]] ([[PPF]]) - M. Čupa (Microsoft ČR) - H. Kagermann (SAP) - M. Souček (Ernst&Young) - Z. Ceralová (Petrof) - A. Benetton (Benetton) |
| 6. Výborný manažer – často vede lidi | | |
| - čele týmu stojí velmi silná osobnost - určuje směr, mívá silné vize - obvykle vládne pevnou rukou - autoritativně - způsob řízení je spíše transakční: „pronajímám si od Tebe hlavu a ruce za třicet tisíc měsíčně“ - vede hlavně osobním příkladem - vůdcovství většinou odmítá, protože se mu neosvědčilo nebo má obavu je používat, řízením dokázali mnoho a nemají důvod styl měnit - měl se poučit z chyb a odstranit je | | - Rockefelerové - R.Jančura (Student Agency) - M. O'Leary (Ryanair) - Světlík (Vítkovice a.s.) - Mittal (Arcelor-Mittal) |
| 7. Dobrý manažer, občas zaměstnance i vede | | |
| - lidé se jich spíše bojí kvůli místa a mzdy - jsou tělem manažeři, vůdcovství používají málo - lidé si jej váží za čitelnost a předvídatelnost - způsob řízení je spíše transakční: „pronajímám si od Tebe hlavu a ruce za třicet tisíc měsíčně“ - umí se poučit ze svých chyb a odstranit je - vedou pouhým osobním příkladem | | Vedoucí odboru – provozu, jednotky. Kouč sportovního týmu. Vedoucí vývojového týmu. Vedoucí lékař – primář. |
| 8. Manažer malého týmu | | |
| - umí dobře řídit malý tým a organizovat jim práci - cítí odpovědnost za svěřené lidi - používají spíše moc a autoritu funkce než vlastní - obvykle se jich lidé bojí - drží si odstup od lidí, dodržují hierarchii - způsob řízení je spíše transakční: „pronajímám si od Tebe hlavu a ruce za třicet tisíc měsíčně“ | | Parťák – mistr, vedoucí malé jednotky. Kouč sportovců. |
| 9. Jednotlivec je druhým příkladem | | |
| - Jde druhým příkladem - Umí převzít odpovědnost za druhé, je-li požádán - Umí organizovat práci a řídit druhé. - Umí druhé vést nechtěně jen svým příkladem | | Jedinec na pracovišti. Zaměstnanec či OSVČ. |
| 10. jednotlivec vede sám sebe | | |
| Jedinec je osobnost, umí si poručit a umí se poslechnout. Umí se ovládat. Umí se motivovat. Umí odložit uspokojení určité potřeby. Umí překonávat překážky. Má vytrvalost. | | Jedinec na pracovišti. Zaměstnanec či OSVČ. |